# 范端揆
范端揆（？—？），鄞县人，清朝政治人物。同治四年（1865年）考中舉人。
光緒十六年四月，接替張大任。擔任江蘇宜興縣知縣。后由萬立鈞接任。他還當過南川知縣。